# Weidhausen bei Coburg
Weidhausen bei Coburg è un comune tedesco di 3 314 abitanti, situato nel land della Baviera.